# Макгилливрей, Уильям
Уильям Макгилливрей (1796—1852) — британский натуралист и орнитолог.

## Биография
Родился в Старом Абердине, но вырос на острове Харрис. После возвращения в Абердин до 1815 года изучал медицину. Стал ассистентом Роберта Джемсона, затем куратором музея, а позже профессором.
Скончался в Абердине, похоронен в Эдинбурге.
Через 49 лет после смерти учёного его тёзка опубликовал подробную биографию Уильяма Макгилливрея.

## Семья
В 1820 женился на Мэрион Аскилл с острова Харрис. Их сын Джон был натуралистом на HMS Rattlesnake и опубликовал отчёт о кругосветном путешествии на борту этого судна. Другой сын, Пол, в 1853 году опубликовал работу «Aberdeen Flora» и пожертвовал 214 рисунков своего отца Музею естественной истории.

## Работы
- Lives of Eminent Zoologists from Aristotle to Linnaeus (1830)
- A Systematic Arrangement of British Plants (1830)
- The Travels and Researches of Alexander von Humboldt. (1832)
- A History of British Quadrupeds (1838)
- A Manual of Botany, Comprising Vegetable Anatomy and Physiology (1840)
- A History of the Molluscous Animals of Aberdeen, Banff and Kincardine (1843)
- A Manual of British Ornithology (1840—1842)
- A History of British Birds, indigenous and migratory, in five volumes (1837—1852)
- Natural History of Deeside and Braemar (1855), опубликована посмертно.